# Energias renováveis na Alemanha

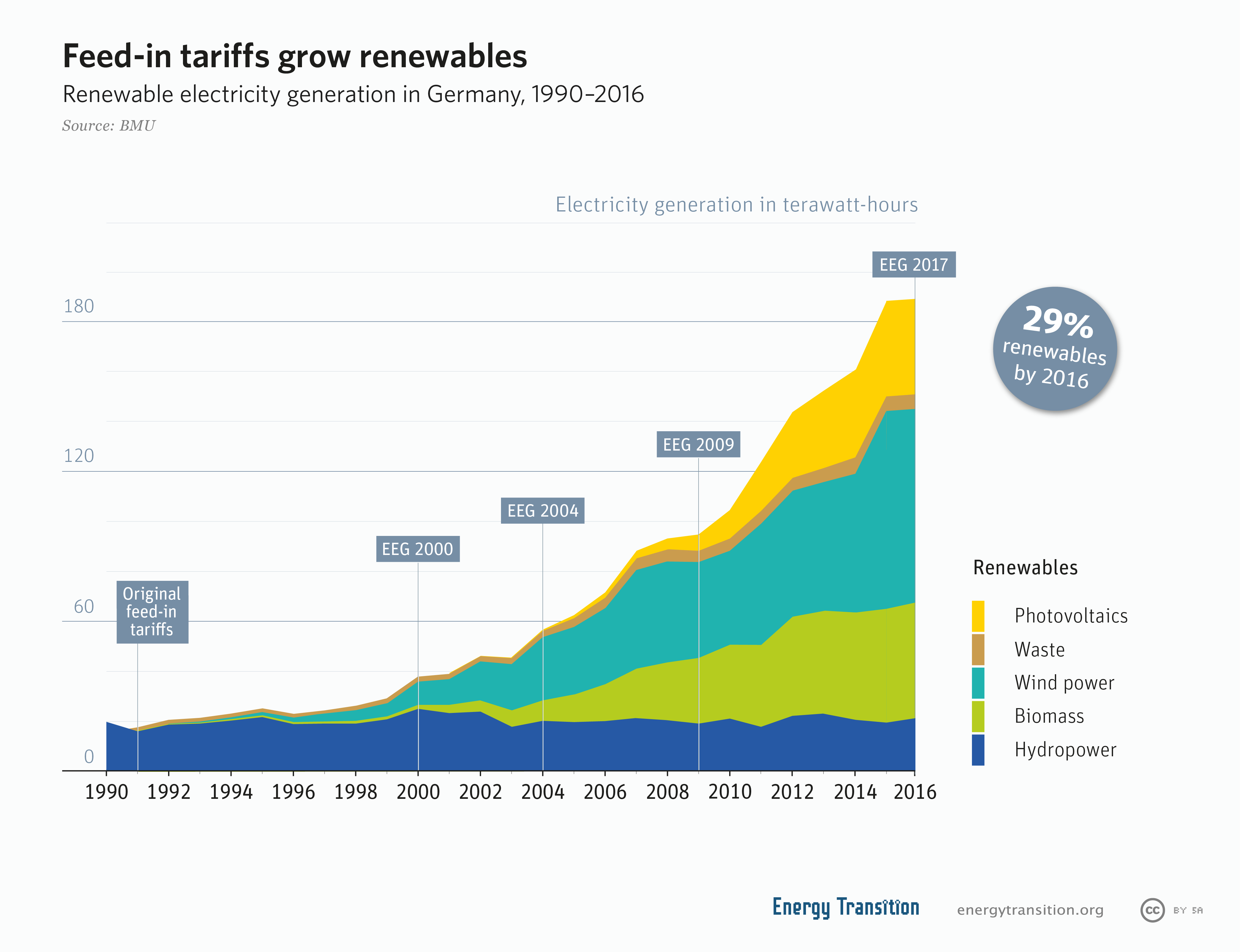

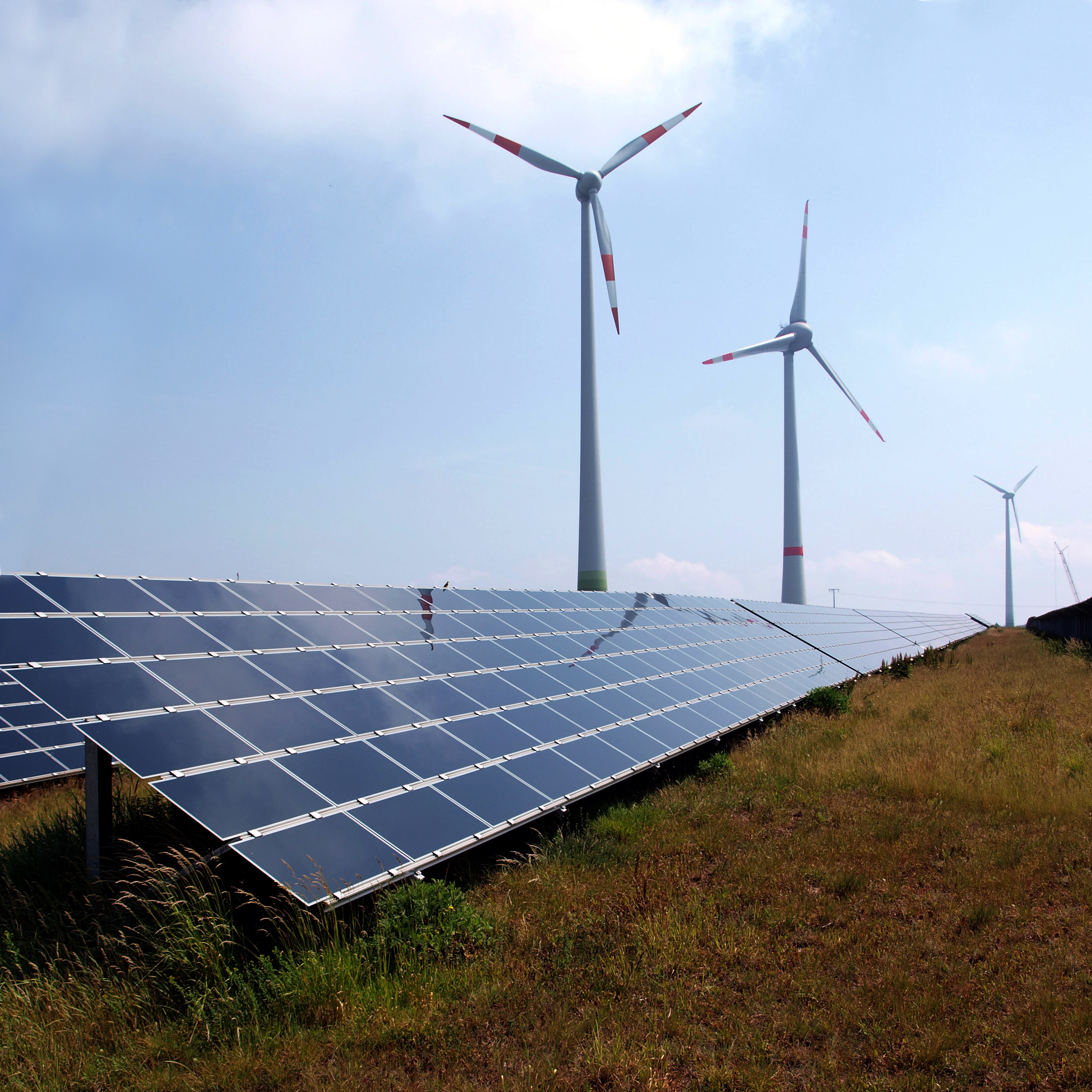
Planta fotovoltaica e aerogeradores compartilham terreno em Schneebergerhof, no estado alemão de Renania-Palatinado.

As energias renováveis na Alemanha representavam um dos sectores mais pujantes do fornecimento elétrico do país. A contribuição das fontes de energia renovável ao fornecimento eléctrico na Alemanha tem crescido de forma constante desde uns 6.3% no ano 2000, até mais de 30% em 2014.
A importância económica desta indústria tem aumentado notavelmente em anos recentes. De acordo a estatísticas oficiais, em 2010 umas 370.000 pessoas estavam empregadas no sector das energias renováveis no país, especialmente em pequenas e médias empresas, um incremento de 8% com respeito a 2009 (339.500 empregos), e muito acima de 2004 (160.500 empregos).

## Política
O sector das energias renováveis viu-se beneficiado pela entrada dos Verdes no Governo federal entre 1998 e 2005, especialmente pela lei que obriga às empresas a comprar prioritariamente electricidade gerada por fontes renováveis. Quem produzem energia em sua própria casa, têm a garantia por parte do Estado de que podem vender seu “produto” a preços fixos durante 20 anos. Isso tem criado um grande auge na produção de energia limpa.
Para o período 2005-2010 o Governo Federal tem destinado perto de 800 milhões de euros à investigação científica no país. Dita investigação vai estar enquadrada em políticas de desenvolvimento duradouro.
Adicionalmente em 2001 aprovou-se a lei que prevê que todas as usinas nucleares se fechem depois de um período de 32 anos. A ideia é que em 2020 não se utilize a energia nuclear em nenhuma parte do país. No 2010 o governo de Merkel está a mudar esta lei para prolongar o uso da energia nuclear.
A política energética alemã marca-se dentro da da União Europeia, assim no Conselho Europeu de março de 2007 em Bruxelas aprovou um plano energético obrigatório que inclui um recorte de 20% das suas emissões de dióxido de carbono antes do ano 2020 e consumir mais energias renováveis para que representem o 20% do consumo total da UE (contra o 7% em 2006). O acordo reconheceu indiretamente o papel da energia nuclear - que não é renovável - na redução da emissão de gás de efeito estufa, correspondendo a cada Estado membro decidir se recorrerá ou não a esta tecnologia.
Por outra parte estabeleceu-se o compromisso de conseguir uma quota mínima de 10% de biocombustíveis no consumo total de gasolina e gasóleo de transporte em 2020.

## Gás natural
Uma das políticas adotadas pela Alemanha para aumentar a participação de energias limpas em sua matriz energética foi a importação de gás natural da Rússia, que se tornou uma de suas principais fontes de energia para climatização. Em 2018, o então presidente dos Estados Unidos Donald Trump criticou o país dizendo que ele estava se tornando dependente da Rússia. Anos mais tarde, devido a Guerra da Ucrânia, os suprimentos de gás natural da Rússia para a Alemanha foram parcialmente cortados, botando o país em risco de desabastecimento.

## Energia eólica

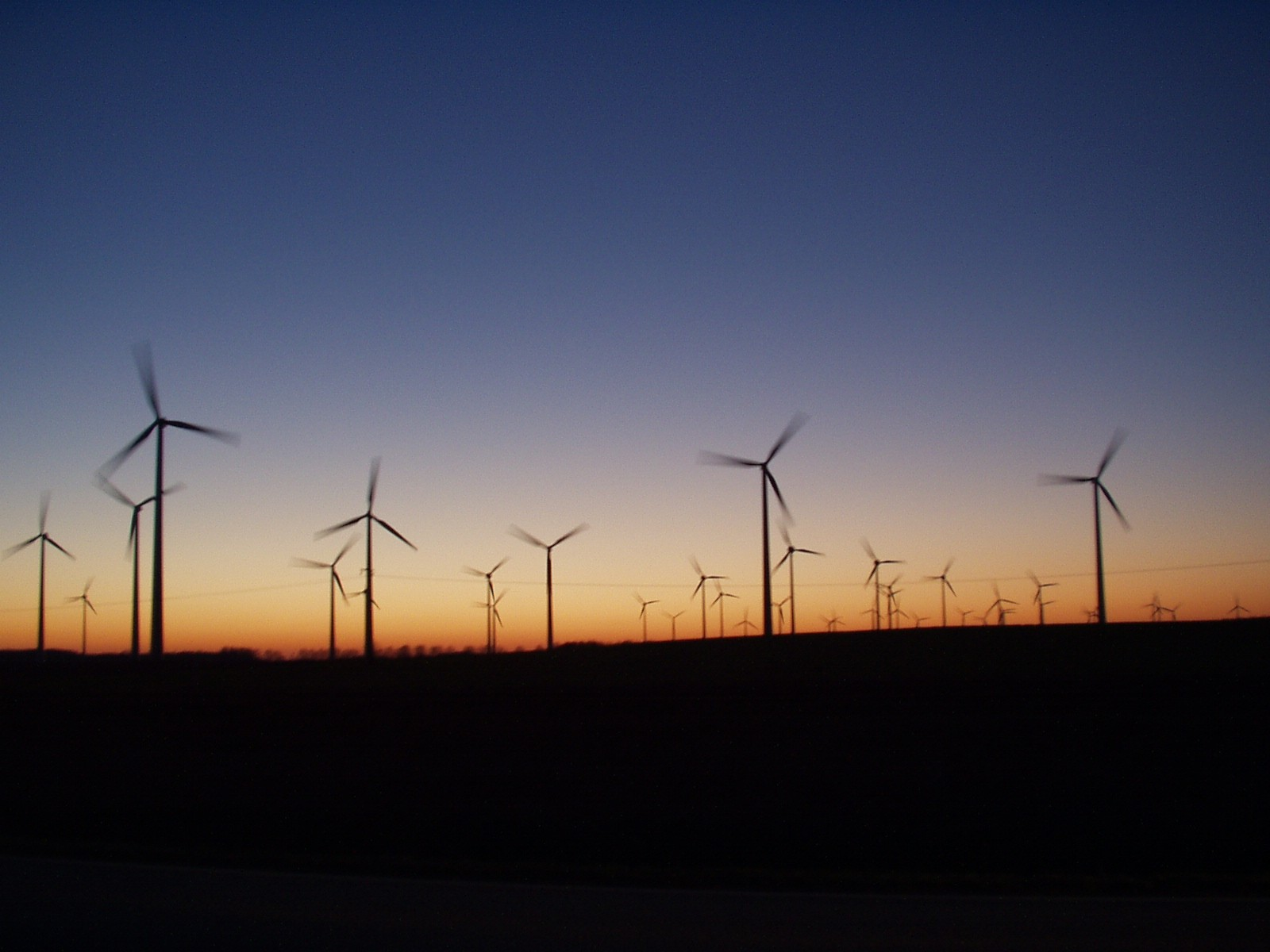
Parque Eólico em Mecklemburgo-Pomerania Ocidental.

Alemanha é o país líder do mundo em energia eólica (com 33.730 MW instalados a princípios de 2014). Um terço da energia eólica do mundo está a gerar-se neste país, que em 2005 iniciou a construção da sua primeira usina eólica marinha alemã no Mar do Norte na Ilha Borkum, finalizada em 2009.
O crescimento médio anual do mercado europeu da energia eólica é de 35%. Ademais Europa contribui com 75% da energia eólica mundial, com a Alemanha e Espanha como países líderes. O mercado eólico tem ajudado a gerar na União Europeia (UE) mais de 50.000 postos de trabalho.[carece de fontes?]
Segundo Greenpeace, a energia eólica marinha poderia abastecer a todos os lares europeus em 2020. A instalação de 50.000 turbinas eólicas nos mares europeus poderiam gerar suficiente energia para satisfazer as necessidades de 150 milhões de lares europeus. Ademais, o desenvolvimento de todo este potencial permitiria criar três milhões de empregos em toda Europa.
Alemanha iguala em energia eólica a toda a energia eléctrica convencional gerada na Argentina. No Estado federado mais setentrional, Schleswig-Holstein, localizado entre o Mar do Norte e o Báltico, a energia eólica cobre aproximadamente uma quarta parte do consumo balanço de electricidade; a escala nacional, esta marca é de 13%.
No 2002 a indústria eólica conseguiu um acrêscimo de 22%.[carece de fontes?] Empresas como Nordex, Plambeck ou Energiekontor cotam em carteira, onde têm conseguido arrecadar milhões de euros para a sua expansão. A empresa mais importante do sector é a Enercon.
As turbinas alemãs modernas são 30 vezes mais potentes que as de faz 20 anos.[carece de fontes?] Nos parques eólicos regista-se uma onda rejuvenescedora à que se batizou como repowering.
Os terrenos para fundar os novos parques eólicos vão-se acabando, pelo que em vez de criar novos o que se está a fazer é os modernizar. O subproduto deste processo é um crescente número de moínhos deslocados. Muitos têm menos de 10 anos de uso e funcionam perfeitamente. Apesar disso boa parte é desmontada.
A maior parte da maquinaria desmontada vende-se a países de Europa do Leste que aproveitam estas instalações para iniciar no campo da geração de energia eólica. Também se registam as primeiras mostras de interesse por parte de países do sudeste Asiático como o Vietname, China e Sri Lanka.
A Alemanha negocia com a Índia uma cooperação bilateral no área das energias eólicas. A Enercon Índia (filial do líder alemão na energia eólica), atingiu em 2004 uma participação de 25 % no mercado das instalações de energia eólica na Índia.
Em 2004, as exportações alemãs de plantas eólicas foram pela primeira vez maiores que as vendas no mercado interno. Segundo prognósticos do Instituto Alemão da Energia Eólica, a geração global de energia eólica duplicar-se-á de agora ao 2012 e os investimentos neste sector atingirão os 130.000 milhões de euros.

## Energia solar fotovoltaica

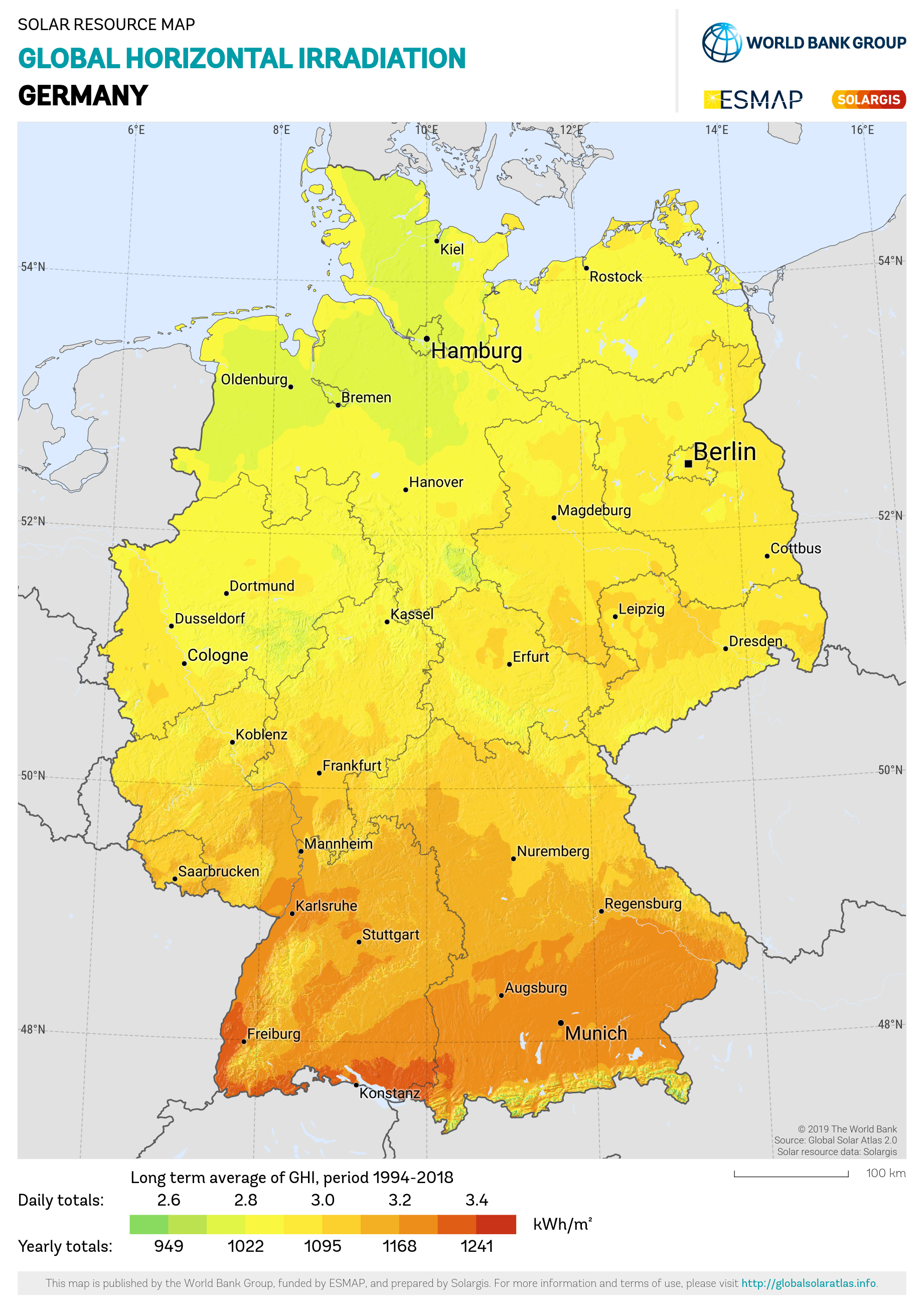
Mapa de radiação solar na Alemanha.

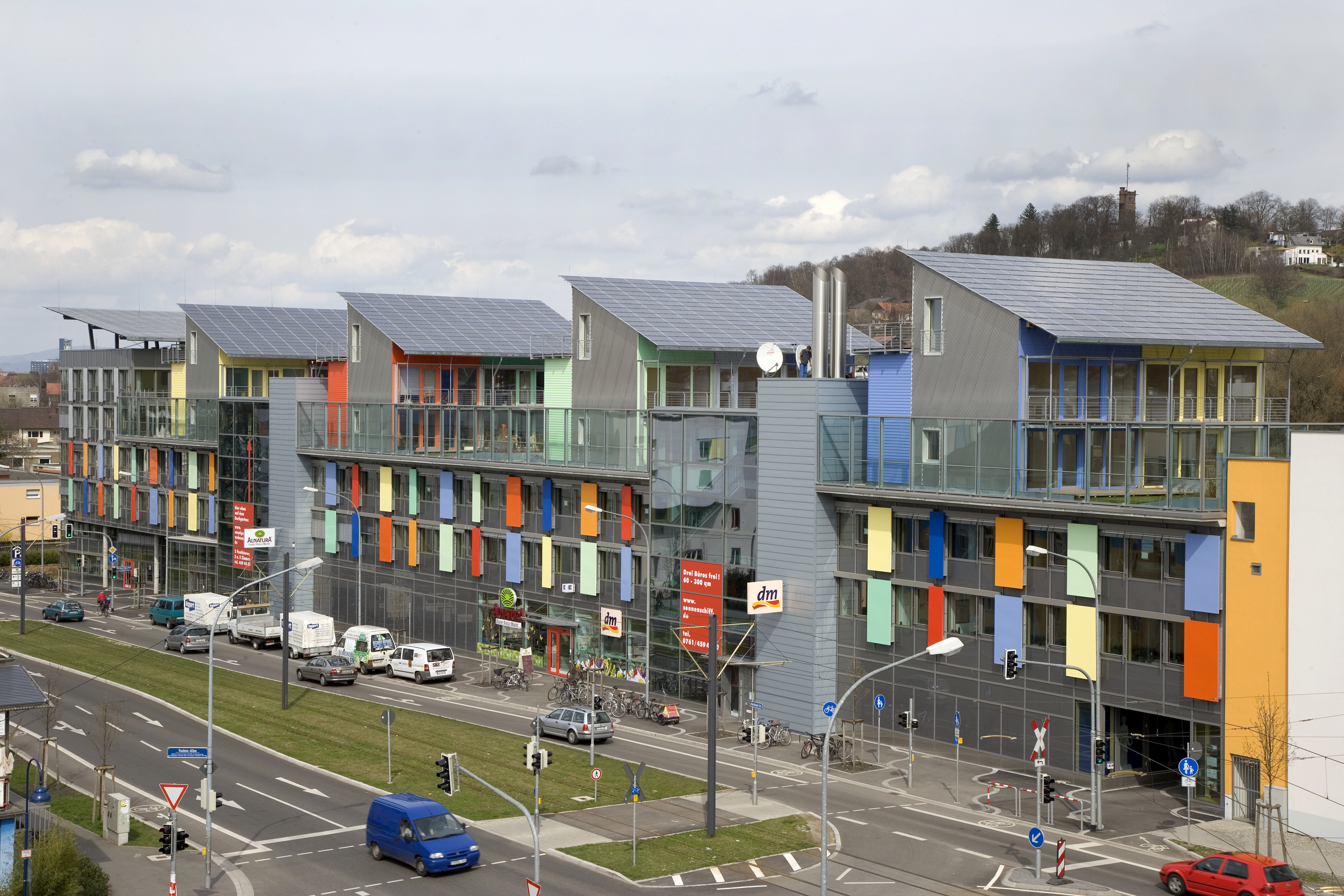
Painéis solares sobre o telhado de vários edifícios, no bairro solar de Vauban, em Friburgo (Alemanha).

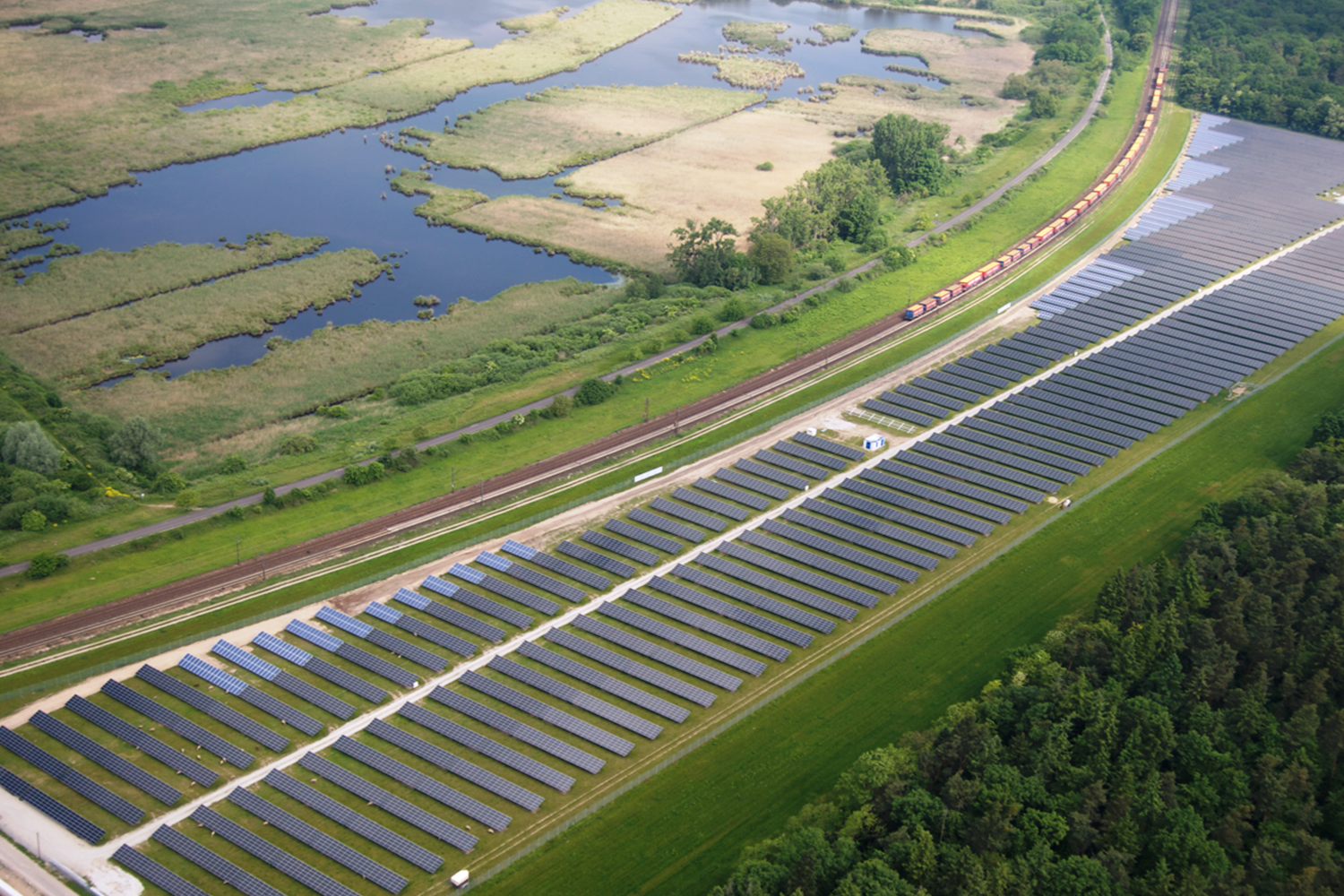
Usina solar fotovoltaica em Bruhrain, Alemanha.

A Alemanha é um dos líderes mundiais na instalação de energia solar fotovoltaica, com uma potência instalada a princípios de 2014 superior aos 35 gigawats (GW). Só em 2011, a Alemanha instalou para perto de 7,5 GW, e a fotovoltaica produziu 18 TW·h de electricidade, cerca de 3% do total consumido no país.
O mercado fotovoltaico na Alemanha tem crescido consideravelmente desde princípios do século XXI graças à criação de uma tarifa regulada para a produção de energia renovável, que foi introduzida pela "German Renewable Energy Act", lei publicada no ano 2000. Desde então, o custo das instalações fotovoltaicas tem descido mais de 50% em cinco anos, desde 2006. Alemanha marcou-se o objectivo de produzir o 35% da electricidade mediante energias renováveis em 2020 e atingir o 100% em 2050.
A considerável potência instalada na Alemanha tem protagonizado vários recordes durante os últimos anos. Durante dois dias consecutivos de maio de 2012, por exemplo, as usinas solares fotovoltaicas instaladas no país produziram 22 000 MWh na hora do meio dia, o que equivale à potência de geração de vinte centrais nucleares trabalhando a plena capacidade. Alemanha pulverizou este recorde em 21 de julho de 2013, com uma potência instantânea de 24 GW a meio dia. Devido ao incremento da potência fotovoltaica instalada no país, de janeiro a setembro de 2012 os 6,1% da demanda de electricidade alemã foi coberta com energia produzida por sistemas fotovoltaicos, segundo a Associação alemã das indústrias energéticas e hídricas (BDEW).
O modelo alemão caracteriza-se pela forte presença de pequenas instalações -com importantes vantagens derivadas fundamentalmente das menores perdas devidas ao transporte- e os maiores projetos de usinas solares em construção encontram-se na China, Japão e Estados Unidos. A causa deste modelo, para o que derivará previsivelmente também Espanha, está na legislação alemã, que oferece maiores vantagens às pequenas instalações.
Neste sentido, por exemplo o Edifício do Reichstag (parlamento alemão) ou a Estação Central de Berlim, que se inaugurou em 2006, cobrem mais de 50% de suas necessidades energéticas graças a painéis fotovoltaicos instalados em sua coberta.
O maior fabricante europeu de produtos fotovoltaicos é a companhia alemã SMA Solar Technology AG, um dos fabricantes de inversores com maior facturação a nível mundial, e o mais conhecido na Alemanha para instalações fotovoltaicas isoladas ou conectadas a rede. A empresa tema  sua sede central na cidade de Niestetal, situada ao norte de Hessen, para perto de Kassel, e conta com 16 sucursais em quatro continentes. Atualmente tem um modelo que supera os 6000 trabalhadores, e em 2010 teve uma facturação de 1.900 mill. de euros.
Ademais, a cidade alemã de Friburgo é a sede de ISES (Sociedade Internacional de Energia Solar).

## Biocombustíveis

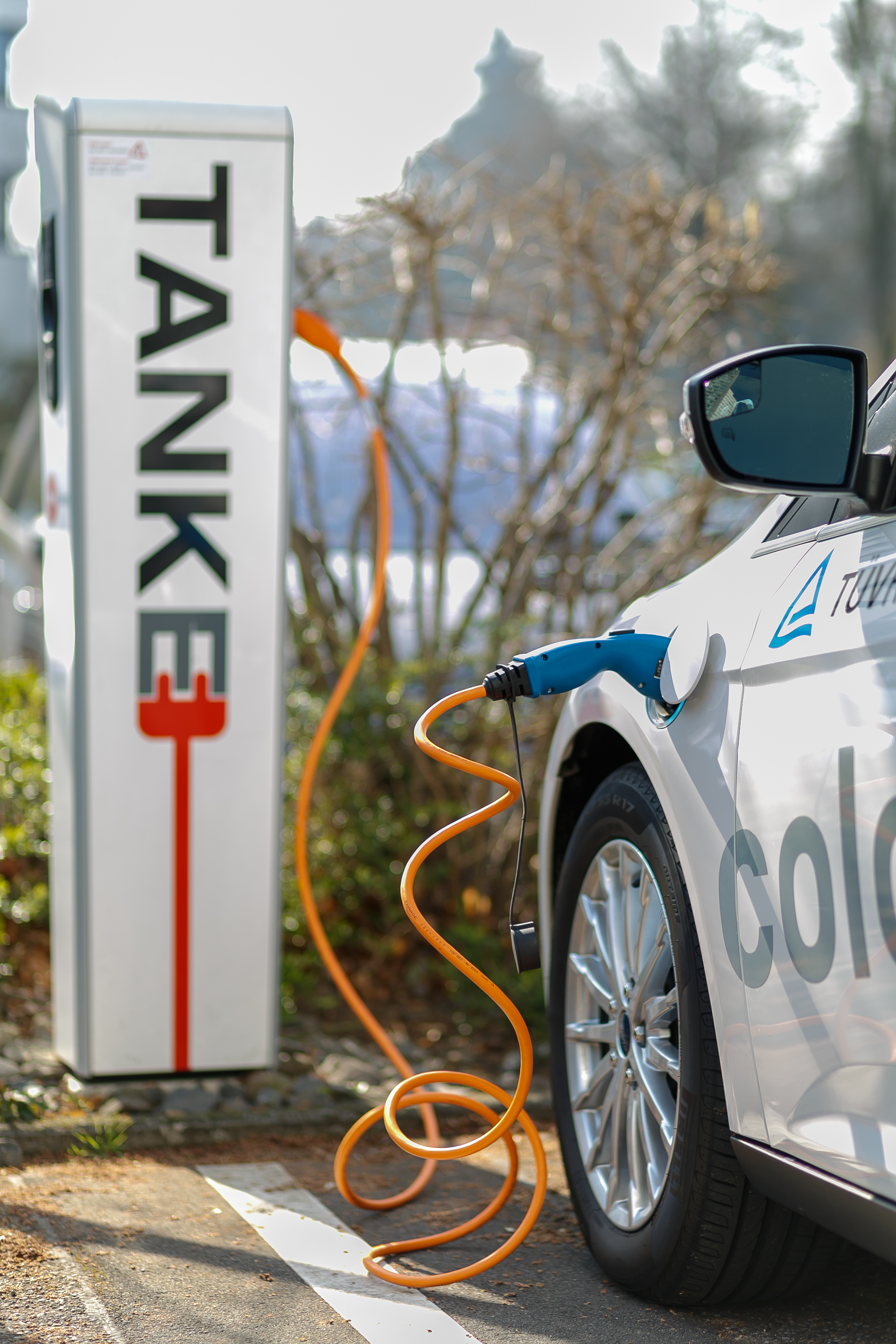
Mastro público de recarrega para o fornecimento de veículos elétricos na sede de TUV Rheinland (Colónia, Alemanha).

O Ministério alemão de Protecção do Consumidor, Alimentação e Agricultura (BMVEL) conjuntamente com o Instituto Worldwatch iniciaram um projeto para pesquisar o potencial global da utilização a grande escala de biocombustíveis para o transporte motorizado.
No projeto participam também a Agência alemã de Cooperação Técnica GTZ e a Agência de Recursos Renováveis. O projeto que finalizará em julho de 2006 procura através de uma guia criar as bases para os responsáveis políticos sobre como minimizar os custos e maximizar os benefícios do desenvolvimento desta fonte de energia como um primeiro passo para aproveitar a energia solar, eólica e biológica.
A Alemanha prevê que no médio prazo se possa cobrir uma quarta parte da sua demanda de combustíveis com produtos como os desfeitos biológicos, a palha ou o álamo.
Na atualidade o Brasil é o líder mundial na implementação desta classe de combustíveis, contando com uns 40% do parque automotor equipado com motores a base de álcool de cana de açúcar. Esta medida tendente a diminuir as emissões de CO2 vê-se complementada com automóveis propulsados com gás que apesar das vantagens tributárias desta classe de carro, -o imposto ao gás é menor que o da gasolina- segue sendo relativamente caro. Estima-se que para o ano de 2007 sejam à volta de 1.000 as estações revendedoras de gás rodoviário em toda Alemanha.
Nesta linha o consórcio DaimlerChrysler entregou em agosto de 2004 ao ex chanceler federal, Gerhard Schröder, um Necar 5 que funciona com hidrogênio. No entanto as novas tecnologias baseadas no uso de hidrogênio mal estarão suficientemente desenvolvidas para o ano 2010.

## Outras iniciativas
Umweltbank é um banco especializado em projetos ecológicos. Com sede em Núremberg, o banco conseguiu em 2004 um ganho de cerca do 40 por cento graças a um crescimento do 10 por cento na sua carteira de clientes. A entidade investe exclusivamente em projetos ecológicos, como a construção de lares ecológicos, projetos de energia solar e eólica.
Um exemplo da cooperação com outros países é Ökocity, um projeto germano-japonesa que planifica o estabelecimento de uma urbanização de construção ecológica na metrópole industrial Kitakyushu. Em 2006 iniciaram-se a construção de uma urbanização com 30 a 50 casas. O projeto complementa-se mediante um intercâmbio científico com estadias de investigação de experientes alemães e japoneses em ambos países. Por parte de Alemanha esta a participam o Centro Ecológico de Renania do Norte-Westfalia e como coordenador do projeto a empresa alemã ECOS Japan Consult.